# Cavadürli

Gare de Cavadürli

Cavadürli est un hameau dépendant de la commune suisse de Klosters-Serneus  dans le canton des Grisons.

## Géographie
Le hameau de Cavadürli se trouve à 1352 mètres d'altitude entre les villages de Serneus et de Klosters-Dorf sur le versant sud de la vallée du Prättigau. Il a sa propre petite gare sur la ligne de chemin de fer Landquart-Davos du Rhätische Bahn ; mais l'on peut rejoindre facilement à pied Klosters Dorf.
L'hiver, un tronçon de la piste skiable de la Parsenn descend jusqu'à Cavadürli. En été, Cavadürli est un lieu de promenade apprécié des randonneurs.